# 나은병원
나은병원(NAEUN HOSPITAL)은 인천광역시 서구에 있는 종합병원이다.

## 역사
- 1989년 3월 8일 가좌성모의원 개설
- 1991년 6월 30일 가좌성모의원 이전 (인천시 서구 가좌4동 322-2)
- 1993년 9월 20일 가좌성모병원으로 승격
- 1994년 8월 30일 가좌성모병원 의료법인 전환(법인명: 루가의료재단)
- 1994년 7월 10일 병원 증축
- 2000년 8월 14일 가좌성모병원 본원 개원
- 2001년 4월 1일 병원 리모델링 후 새롬성모병원으로 명칭 변경
- 2007년 4월 1일 나은병원으로 명칭 변경
- 2008년 3월 12일 응급의료센터 지정
- 2010 11월 1일 병원 상징 이미지 변경
- 2011년 3월 1일 본원 2차 증축 개원
- 2015년 4월 13일 국제의학연구소 증축 개원